# عمر هيرنانديز
عمر هيرنانديز (بالإسبانية: Omar Hernández)‏ ولد بتاريخ 20 يناير 1962 في بوغوتا، هو دراج كولومبي سابق.

## روابط خارجية
- عمر هيرنانديز على موقع أرشيف الدراجات (الإنجليزية)
- عمر هيرنانديز على موقع إحصائيات الدراجات الإحترافية (الإنجليزية)
- عمر هيرنانديز على موقع CycleBase (الإنجليزية)